# Midgee minuta
Midgee minuta är en spindelart som beskrevs av Davies 1995. Midgee minuta ingår i släktet Midgee och familjen mörkerspindlar.
Artens utbredningsområde är Queensland. Inga underarter finns listade i Catalogue of Life.